# غلة زاغسي
غلة زاغسي هي قرية في مقاطعة ماكو، إيران. يقدر عدد سكانها بـ 334 نسمة بحسب إحصاء 2016.